# Piroteria
Piroteria – rząd wymarłych łożyskowców z nadrzędu Meridiungulata.
Uważa się niekiedy, że pochodzą od ksenungulatów (Xenungulata) – monotypowego rzędu obejmującego rodzaj Carodnia.

## Klasyfikacja (z Xenungulata)
- Carodniidae
  - Carodnia
- Colombitheriidae
  - Proticia
  - Colombitherium
- Pyrotheriidae
  - Pyrotherium
  - Griphodon
  - Propyrotherium
  - Carolozittelia